# Stare Resko
Stare Resko (niem. Ritzig) – osada w Polsce położona w województwie zachodniopomorskim, w powiecie świdwińskim, w gminie Połczyn-Zdrój, nad jeziorem Resko Górne. Osada leży na Pojezierzu Drawskim.

## Historia
Była to średniowieczna posiadłość rodu von Wedel. Stanowiła część uposażenia zakonu kartuzów ze Świdwina. Po sekularyzacji zakonu w 1602 r. weszła w skład domeny państwowej w Świdwinie. Następnie posiadłość kupiła rodzina von Wachholz.
W latach 1975–1998 miejscowość administracyjnie należała do województwa koszalińskiego.

## Zabytki
- Zespół dworski, obejmujący dwór z XIX w., park i budynki gospodarcze
- Kościół św. Alojzego Gonzagi z XVIII w.
- Cmentarz przykościelny

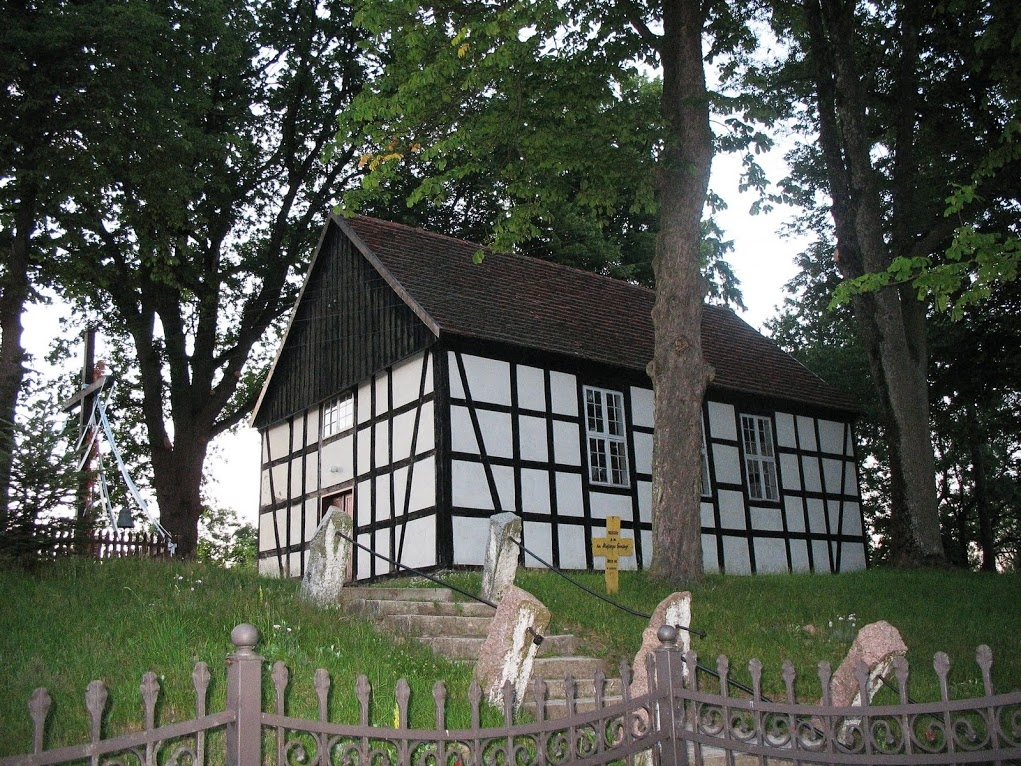
Kościół św. Alojzego Gonzagi
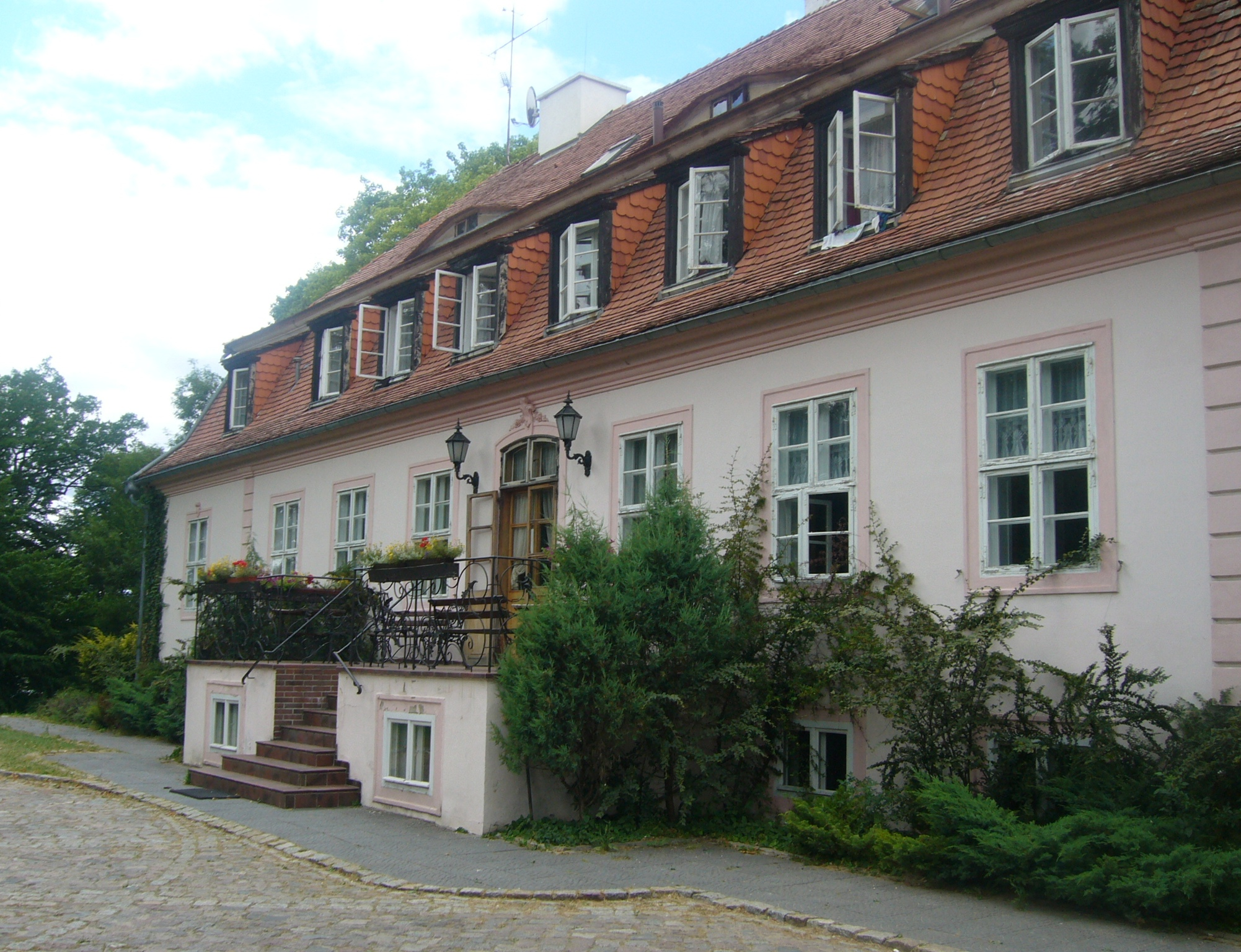
Dwór
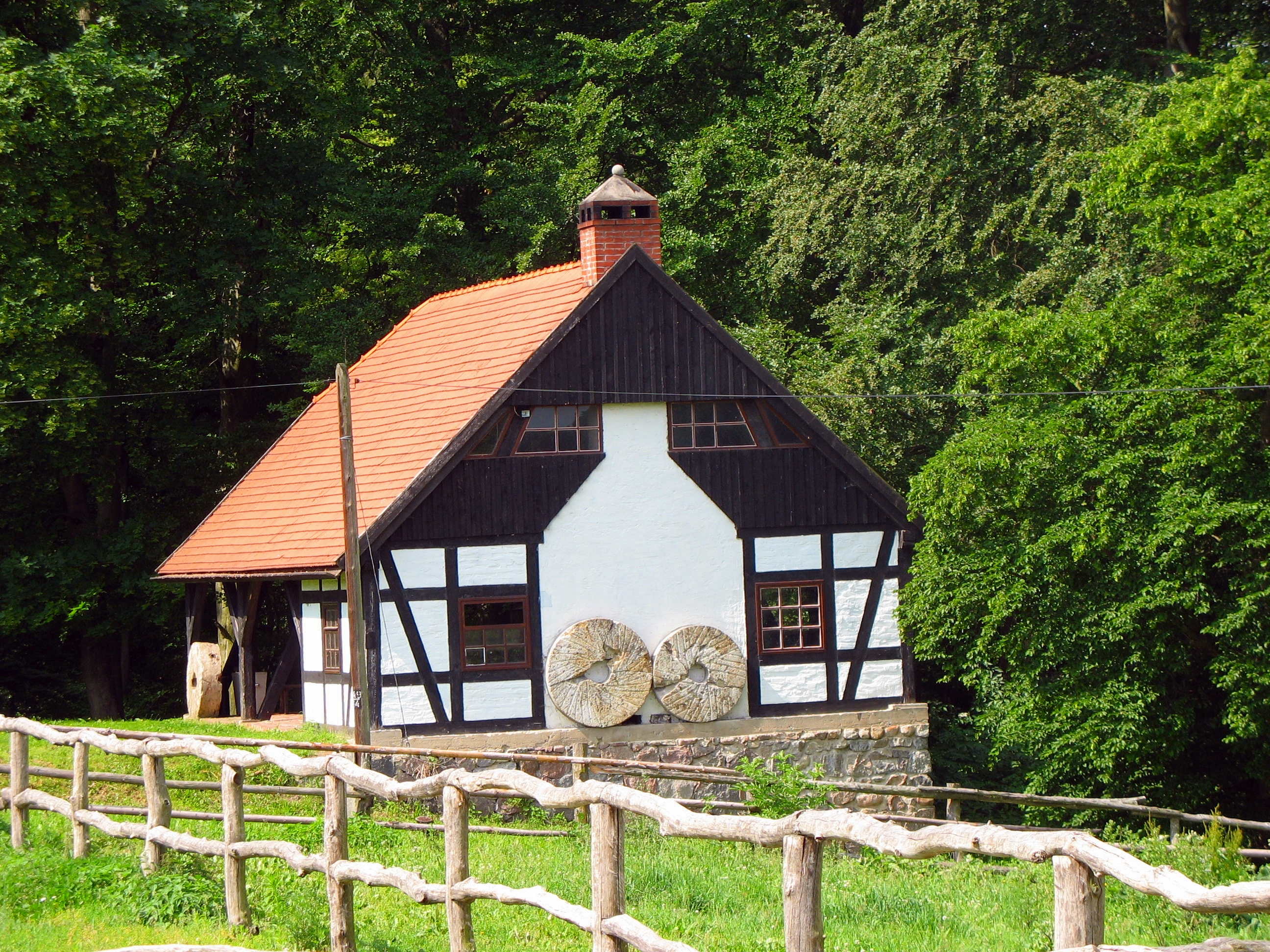
Budynek gospodarczy
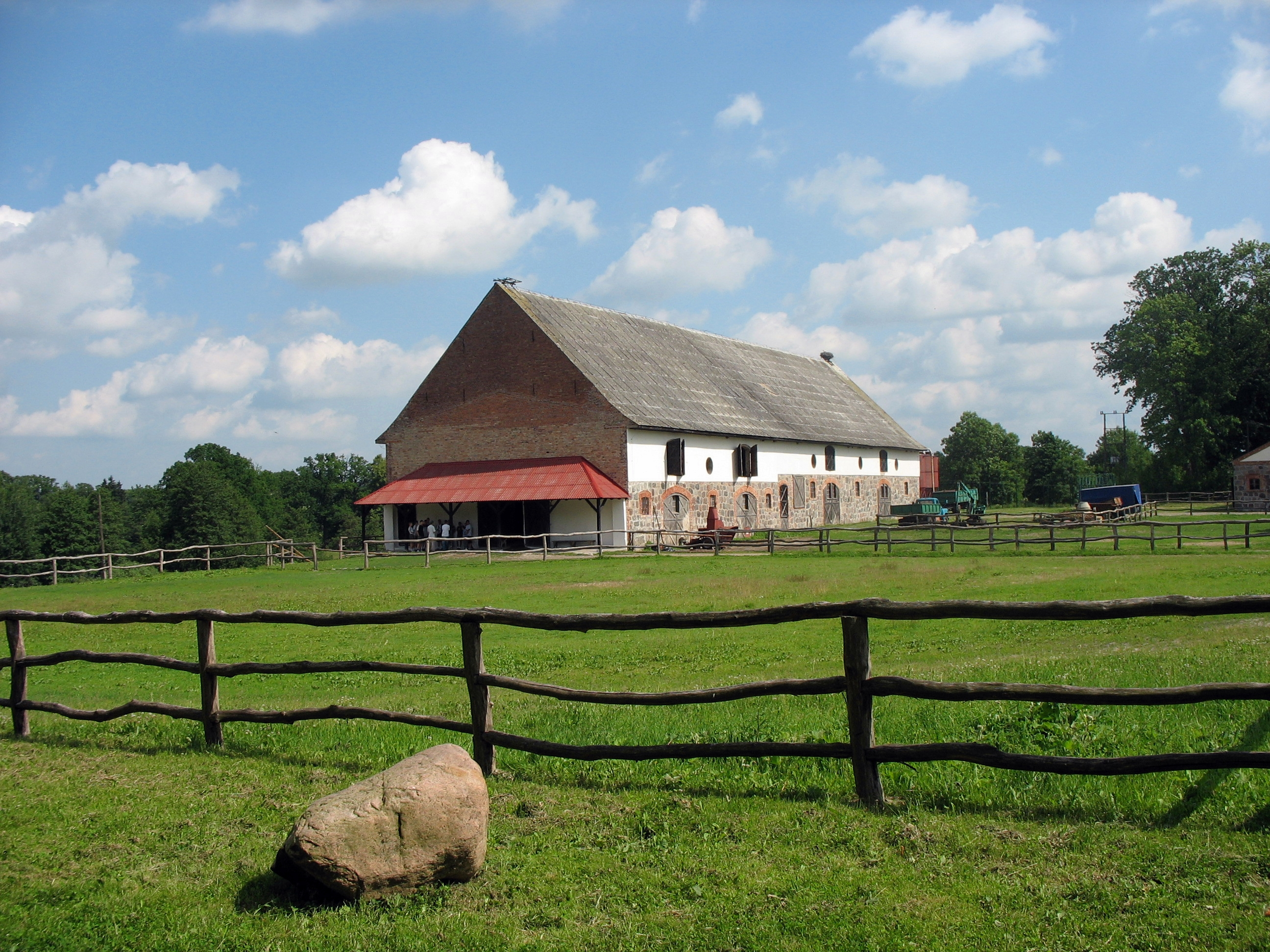
Budynek gospodarczy